# Tinwell
Tinwell är en ort och civil parish i Storbritannien.   Den ligger i grevskapet och kommunen Rutland och riksdelen England, i den sydöstra delen av landet, 130 km norr om huvudstaden London. Tinwell ligger 38 meter över havet och antalet invånare är 209.
Terrängen runt Tinwell är platt. Runt Tinwell är det ganska tätbefolkat, med 185 invånare per kvadratkilometer. Närmaste större samhälle är Peterborough, 19,7 km öster om Tinwell. Trakten runt Tinwell består till största delen av jordbruksmark.